# Гоза Богдан Олегович
Богдан Олексійович Гоза (нар. 12 січня 2002, Жидачів, Львівська область, Україна) — український важкоатлет, майстер спорту України міжнародного класу.

## Результати
| Рік                                       | Місце                         | Вага                          | Ривок                         | Ривок                         | Ривок                         | Ривок                         | Поштовх                       | Поштовх                       | Поштовх                       | Поштовх                       | Загалом                       | Місце                         |
| Рік                                       | Місце                         | Вага                          | 1                             | 2                             | 3                             | Місце                         | 1                             | 2                             | 3                             | Місце                         | Загалом                       | Місце                         |
| Чемпіонат Європи серед молоді             | Чемпіонат Європи серед молоді | Чемпіонат Європи серед молоді | Чемпіонат Європи серед молоді | Чемпіонат Європи серед молоді | Чемпіонат Європи серед молоді | Чемпіонат Європи серед молоді | Чемпіонат Європи серед молоді | Чемпіонат Європи серед молоді | Чемпіонат Європи серед молоді | Чемпіонат Європи серед молоді | Чемпіонат Європи серед молоді | Чемпіонат Європи серед молоді |
| ----------------------------------------- | ----------------------------- | ----------------------------- | ----------------------------- | ----------------------------- | ----------------------------- | ----------------------------- | ----------------------------- | ----------------------------- | ----------------------------- | ----------------------------- | ----------------------------- | ----------------------------- |
| 2025                                      | Кишинів, Молдова              | понад 109 кг                  | 180                           | 190                           | 194                           | 2                             | 211                           | 216                           | 219                           | 5                             | 406                           | 3                             |
| Чемпіонат світу серед юніорів             |                               |                               |                               |                               |                               |                               |                               |                               |                               |                               |                               |                               |
| 2022                                      | Іракліон, Греція              | до 109 кг                     | 180                           | 191                           | 195                           | 1                             | 205                           | 215                           | —                             | 1                             | 410                           | 1                             |
| 2021                                      | Ташкент, Узбекистан           | до 109 кг                     | 181                           | 187                           | 189                           | 1                             | 201                           | 208                           | 213                           | 2                             | 402                           | 2                             |
| Чемпіонат Європи серед молоді             |                               |                               |                               |                               |                               |                               |                               |                               |                               |                               |                               |                               |
| 2024                                      | Рашин, Польща                 | понад 109 кг                  | 170                           | 177                           | 181                           | 1                             | 194                           | 202                           | 209                           | 5                             | 383                           | 2                             |
| Чемпіонат Європи серед юніорів            |                               |                               |                               |                               |                               |                               |                               |                               |                               |                               |                               |                               |
| 2021                                      | Рованіемі, Фінляндія          | до 109 кг                     | 184                           | 190                           | 192                           | 1                             | 205                           | 205                           | 210                           | 1                             | 400                           | 1                             |
| 2019                                      | Бухарест, Румунія             | до 102 кг                     | 162                           | 166                           | 170                           | 2                             | 190                           | 195                           | 195                           | 4                             | 365                           | 2                             |
| Чемпіонат Європи серед юнаків до 17 років |                               |                               |                               |                               |                               |                               |                               |                               |                               |                               |                               |                               |
| 2019                                      | Ейлат, Ізраїль                | до 102 кг                     | 160                           | 171                           | 176                           | 1                             | 185                           | 201                           | 206                           | 1                             | 377                           | 1                             |